# Sporophila iberaensis
Sporophila iberaensis — вид птиц из семейства танагровые. Ранее его включали в семейство овсянковые. Был описан в 2016 году.

## Распространение
Обитают в Иберийских болотах (см. en:Iberá Wetlands) в провинции Корриентес в Аргентине. Видовой эпитет iberaensis присвоен также в честь этих мест.

## Описание
Как и у большинства видов рода, у Sporophila iberaensis присутствует половой диморфизм, оперение у самца красочное, а у самки блёклое.
У вокализации представителей вида есть особенности песни, не встречающиеся у других видов рода.